# Paul Schlack
Paul Schlack   (Stuttgart, 22 de desembre de 1897 - Leinfelden-Echterdingen, 19 d'agost de 1987) fou un químic alemany.
Va completar els seus estudis a la Universitat Tècnica de Stuttgart el 1921 i va treballar com a químic de recerca a Copenhaguen durant un any, abans de retornar a Stuttgart. Va rebre el seu PhD el 1924. Al voltant d'aquests anys va desenvolupar un gran interès per la química de l'amida. Va sintetitzar el Niló 6, àmpliament conegut pel seu nom comercial Perlon, el 29 de gener de 1938 mentre treballava per IG Farben.